# الخاندرو رودریگز (بازیکن فوتبال زاده ۱۹۹۱)
الخاندرو رودریگز (انگلیسی: Alejandro Rodríguez؛ زادهٔ ۳۰ ژوئیهٔ ۱۹۹۱) بازیکن فوتبال اهل اسپانیا است.
از باشگاه‌هایی که در آن بازی کرده‌است می‌توان به باشگاه فوتبال اسپانیول، باشگاه فوتبال کیه‌وو ورونا، باشگاه فوتبال سمپدوریا، باشگاه فوتبال چزنا، و باشگاه فوتبال امپولی اشاره کرد.